# Taximastinocerus hickeri
Taximastinocerus hickeri är en skalbaggsart som först beskrevs av Maurice Pic 1938.  Taximastinocerus hickeri ingår i släktet Taximastinocerus och familjen Phengodidae. Inga underarter finns listade i Catalogue of Life.